# Hymedesmia spinosa
Hymedesmia spinosa är en svampdjursart som beskrevs av Stephens 1916. Hymedesmia spinosa ingår i släktet Hymedesmia och familjen Hymedesmiidae. Inga underarter finns listade i Catalogue of Life.